# Edoxaban
Edoxaban (già noto con la sigla  DU-176b) è un composto anticoagulante, un inibitore diretto del fattore Xa. Il farmaco è stato sviluppato dalla società farmaceutica Daiichi Sankyo. Nel luglio 2011 è stato approvato in Giappone per la prevenzione del tromboembolismo venoso dopo intervento ortopedico sugli arti inferiori. Il farmaco viene venduto nella formulazione farmacologica di compresse da 15 mg, 30 mg e 60 mg.

## Farmacodinamica
Edoxaban è un inibitore potente, reversibile, diretto ed estremamente selettivo del sito attivo del fattore Xa. L'anticoagulante non necessita dell'antitrombina III per svolgere l'attività antitrombotica. Edoxaban inibisce sia il fattore Xa libero che quello legato al coagulo.
Edoxaban non inibisce direttamente l'aggregazione delle piastrine, ma impedisce indirettamente l'aggregazione piastrinica che viene indotta dalla trombina. Come conseguenza dell'attività inibitoria esercitata sul fattore X attivato (FXa) la molecola determina un prolungamento di diversi test di coagulazione, ed in particolare del tempo di protrombina (PT), dell'International Normalized Ratio (INR) e del tempo di tromboplastina parziale attivata (aPTT).

## Farmacocinetica
Dopo somministrazione per via orale edoxaban viene rapidamente assorbito dal tratto gastrointestinale. L'effetto del cibo sull'assorbimento è clinicamente irrilevante. 
La biodisponibilità della molecola è ottima e l'emivita breve e variabile tra le 9 e le 11 ore.
Il farmaco viene eliminato dall'organismo sia per via renale (33% circa) che tramite la via fecale (66% circa).

## Studi clinici
Sul farmaco sono stati condotti diversi studi clinici di fase II, ad esempio per la tromboprofilassi dopo protesi totale dell'anca.
In questi studi edoxaban, a basso (15 – 30 mg) ed alto dosaggio (60 e 90 mg), ha dimostrato di ridurre in modo significativo l'incidenza di tromboembolismo venoso dopo intervento in elezione di protesi totale d'anca. Il medesimo effetto è stato registrato nei pazienti sottoposti ad artroplastica totale di ginocchio. Inoltre il tasso di sanguinamento è stato sovrapponibile a quello registrato in un gruppo di soggetti trattati con placebo.

Sempre in uno studio in fase II la molecola, al dosaggio di 30 e 60 mg, ha mostrato di avere un profilo di sicurezza simile al warfarin, sia pure con una maggiore tendenza al sanguinamento, quando somministrata a soggetti affetti da fibrillazione atriale.
 
Trial clinici in fase III sono stati eseguiti raffrontando il farmaco rispetto ad enoxaparina), e valutandone l'efficacia nella prevenzione dell'ictus cerebrale nei soggetti affetti da fibrillazione atriale.
Nello studio in fase III ENGAGE-AF-TIMI48 edoxaban è stato paragonato a warfarin nella prevenzione del tromboembolismo in soggetti con fibrillazione atriale. Lo studio ha reclutato 20.500 pazienti e si conclude ad ottobre 2012. Scopo dello studio è verificare la non inferiorità di edoxaban rispetto a warfarin, considerato il "gold standard".

## Interazioni
Il farmaco presenta interazioni con gli inibitori della P-glicoproteina, tra cui chinidina, verapamil, amiodarone e dronedarone.